# Фестиваль детской песни
Фестиваль детской песни (нидерл. Junior Songfestival, в 2012 г. Junior EuroSongFestivalen, известен также под аббревиатурами JSF и JSFNL) — нидерландский детский песенный конкурс, победитель которого становится представителем Нидерландов на Детском Евровидении.

## История
Первый выпуск Junior Songfestival организовали в 2003 году, в связи с подтверждением участия Нидерландов на Детском Евровидении 2003.
В 2006 году фестиваль получил премию «Золотой стювер» за лучшую детскую программу на нидерландском телевидении
В 2016 году фестиваль не проводился, три участницы «Детского Евровидения» от Нидерландов были выбраны телекомпанией из восьми финалисток прослушивания и на европейском конкурсе выступали вместе. В 2017 году дети на шоу пели не авторские песни, как было до этого, а каверы, однако с 2018 года шоу вернулось к старому формату исполнения оригинальных песен.

## Правила
Программа состоит из четырёх (ранее из двух, а иногда и вовсе без) полуфиналов. Победители (ранее занявшие первое, второе и третье места) полуфиналов проходят в финал. В финале победитель определяется суммированием голосов детского жюри, взрослого жюри и зрителей. Победитель едет на Детское Евровидение от Нидерландов.